# Conchiophora spinosella
Conchiophora spinosella is een vlinder uit de familie van de stippelmotten (Yponomeutidae). De wetenschappelijke naam van de soort werd in 1916 gepubliceerd door Pierre Chrétien.